# Śruba (złącze)

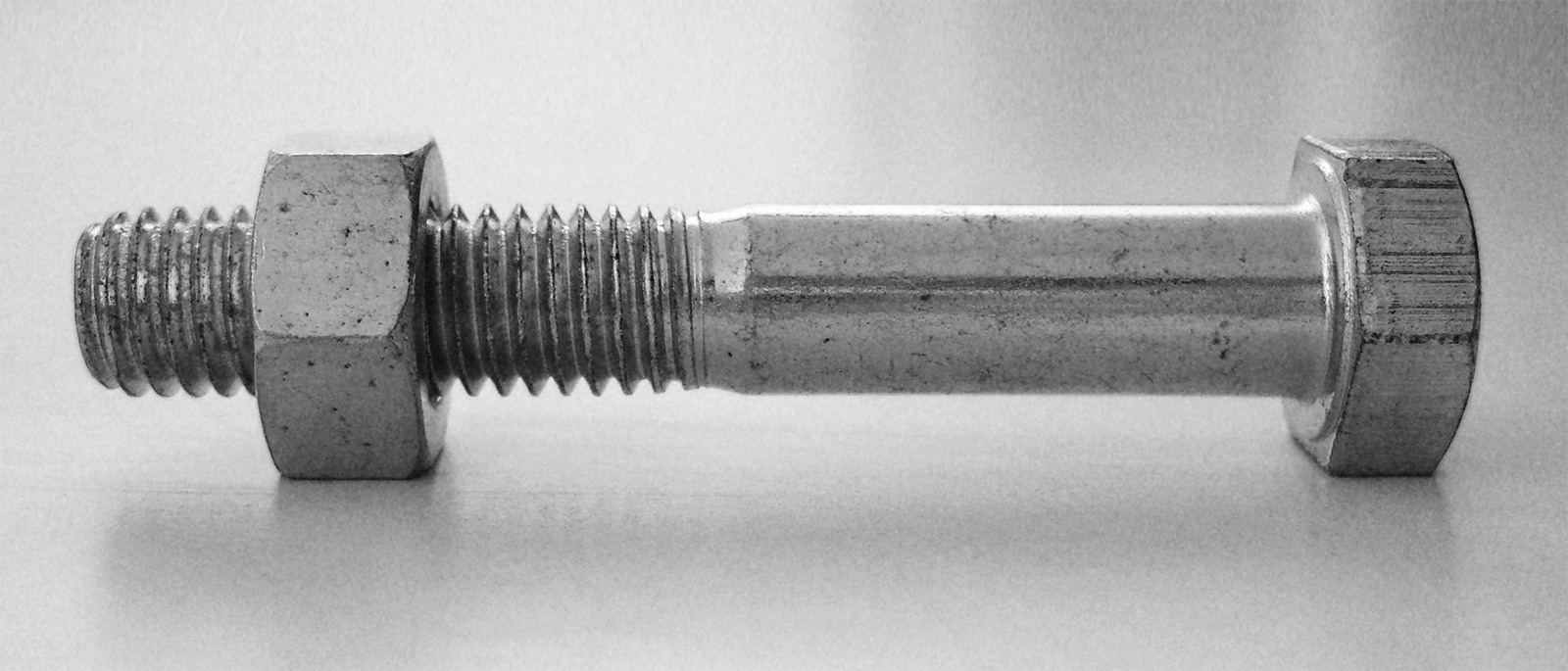
Śruba z nakrętką

Śruba – element połączenia śrubowego. W budowie maszyn łączniki te znajdują różnorakie zastosowanie, dlatego też występują w wielu odmianach zawartych w normie PN-91/M-82055. Śruby, pod względem postaci, różnią się między sobą m.in. kształtem łba, zakończenia lub czopa, długością gwintu w stosunku do długości trzpienia, rodzajem gwintu oraz innymi szczegółami.

Przykład zastosowania śruby pasowanej

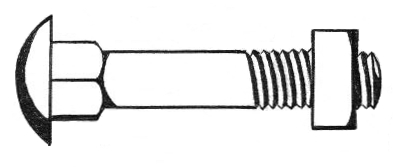
Śruba z łbem grzybkowym z podsadzeniem – zamkowa

## Podział śrub
Wyróżnia się różne postacie śrub w zależności od kształtu łba, trzpienia, czy zakończenia. Ze względu na te czynniki śruby można podzielić na te z:

- Łbem
  - sześciokątnym
  - czworokątnym
  - trójkątnym
  - grzybkowym
  - kulistym
  - młoteczkowym
  - walcowym
  - walcowym soczewkowym
  - walcowym radełkowanym
  - stożkowym
  - stożkowym soczewkowym
  - oczkowym
  - skrzydełkowym
  - z uchem
  - bez łba
- Trzpieniem
  - równym średnicy gwintu
  - zbliżonym do średnicy gwintu
  - pasowanym
- Końcem
  - płaskim
  - soczewkowym
  - ściętym
  - stożkowym
  - wgłębionym
  - z czopem
    - płaskim
    - walcowym
    - walcowym z otworem do zawleczki
    - soczewkowym
    - stożkowym
- Gniazdem
  - bez gniazda
  - sześciokątnym
  - rowkiem do wkrętaka
  - wgłębieniem krzyżowym
  - innym
- Dodatkowymi elementami
  - z noskiem
  - wieńcem
  - podsadzeniem
  - odsadzeniem
- Gwintem
  - na całej długości
  - na części długości

## Przykład
Wyróżnia się różnorakie postacie śrub (wybór):
- śruba z łbem sześciokątnym, z gwintem na części długości trzpienia (PN-85/M-82101; M5-M48; klasa 5.6, 5.8, 8.8, 10.9, 12.9)
- śruba z łbem sześciokątnym, z gwintem na całej długości trzpienia (PN-85/M-82105; M3-M48; klasa 5.6, 5.8, 8.8, 10.9, 12.9)
- śruba z łbem sześciokątnym, zmniejszonym (PN-85/M-82241; M8-M48)
- śruba z łbem sześciokątnym powiększonym do połączeń sprężanych (PN-83/M-82343; M12-M36; klasa 10.9)
- śruba z łbem sześciokątnym, zmniejszonym z kołnierzem stożkowym (PN-93/M-82247; M5-M16; klasa 8.8, 10.9)
- śruba z łbem czworokątnym (PN-88/M-82121; M6-M39)
- śruba z łbem czworokątnym wieńcowym (PN-87/M-82301; M5-M20)
- śruba z łbem wieńcowym
- śruba z łbem młoteczkowym (PN-75/M-82424; M12-M48; klasa 4.8)
- śruba z łbem młoteczkowym podsadzanym (PN-75/M-82418; M6-M48; klasa 4.8)
- śruba z łbem walcowym, z gniazdem sześciokątnym – imbusowa (PN-87/M-82302; M3-M48; klasa 8.8, 10.9, 12.9)
- śruba oczkowa ((PN-77/M-82425; M5-M39; klasa 4.8, 5.8)
- śruba skrzydełkowa (PN-64/M-82436; M3-M24)
- śruba z łbem grzybkowym z podsadzeniem – zamkowa (PN-87/M-82406; M5-M24; klasa 4.6, 8.8)
- śruba z łbem stożkowym z podsadzeniem – płużna (PN-87/M-82402; M5-M20; klasa 4.6, 8.8, 10.9)
- śruba z uchem (PN-92/M-82472; M6-M72)
- śruba z łbem walcowym do zgrzewania (PN-85/M-82412; M4-M12; klasa 4.8)
- śruba dociskowa – imakowa (PN-87/M-82308; M8-M16)
- śruba z trzpieniem stożkowym
- pręt gwintowany (DIN 975; l=1000, 2000; M3-M39; klasa 4.6, 8.8, 10.9, 12.9)
- śruba dwustronna długość części wkręcanej 1d (PN-90/M-82125; M6-M24; klasa 4.6, 5.8, 8.8, 10.9, 12.9)
- śruba dwustronna długość części wkręcanej 1,25d (PN-90/M-82131; M6-M24; klasa 4.6, 5.8, 8.8, 10.9, 12.9)
- śruba dwustronna długość części wkręcanej 2d (PN-90/M-82137; M6-M24; klasa 4.6, 5.8, 8.8, 10.9, 12.9)
- śruba pasowana długa z łbem sześciokątnym (PN-66/M-82341; M10-M48)
- śruba pasowana krótka z łbem sześciokątnym (PN-66/M-82342; M10-M48)

Łby śrub: a) sześciokątny, b) czworokątny, c) wieńcowy, d) młoteczkowy,
e) imbusowy, f) oczkowy

### Klasy właściwości mechanicznych
Cechy tworzywowe śrub oznaczane są w następujący sposób: Xa.b, gdzie X to klasa dokładności (A – elementy dokładne; B – elementy średnio dokładne; C – elementy zgrubne, tylko z gwintem zwykłym) oraz
minimalna wytrzymałość na rozciąganie Rm = a × 100 [N/mm2]
granica plastyczności Re = a × b × 10 [N/mm2]
Przykład
Klasa wytrzymałości 5.6 
Rm = 5 × 100 = 500 N/mm2 (MPa)
Re = 5 × 6 × 10 = 300 N/mm2 (MPa) (inaczej, Re to 60% z 500 N/mm2)